# Diskografie Green Day
Toto je diskografie americké skupiny Green Day.

## Alba

### Studiová alba
| Rok                                 | Album | Pozice | Pozice | Pozice | Pozice | Pozice | Pozice | Pozice | Pozice | Pozice | Pozice | Ocenění |
| Rok                                 | Album | US     | AUS    | CAN    | FRA    | GER    | IRL    | JPN    | NLD    | NZ     | UK     | Ocenění |
| ----------------------------------- | --- | ------ | ------ | ------ | ------ | ------ | ------ | ------ | ------ | ------ | ------ | --- |
| 1990                                | 39/Smooth - Vydáno: 13. dubna 1990 - Vydavatelství: Lookout! - Formát: LP, CS                                  | —      | —      | —      | —      | —      | —      | —      | —      | —      | —      | |
| 1992                                | Kerplunk! - Vydáno: 17. ledna 1992 - Vydavatelství: Lookout! - Formát: CD, CS, LP                              | —      | —      | —      | —      | —      | —      | —      | —      | —      | —      | - US: Platina |
| 1994                                | Dookie - Vydáno: 1. února 1994 - Vydavatelství: Reprise - Formát: CD, CS, LP                                   | 2      | 1      | 1      | —      | 4      | 38     | 32     | 5      | 1      | 13     | - AUS: 5× Platina - CAN: Diamant - GER: 3× Zlato - UK: 3× Platina - US: Diamant - IRE: 4× Platina                                         |
| 1995                                | Insomniac - Vydáno: 10. října 1995 - Vydavatelství: Reprise - Formát: CD, CS, LP                               | 2      | 5      | 4      | —      | 12     | —      | 12     | 22     | 5      | 8      | - CAN: 2× Platina - GER: Zlato - UK: Platina - US: 2× Platina                                                                             |
| 1997                                | Nimrod - Vydáno: 14. října 1997 - Vydavatelství: Reprise - Formát: CD, HDCD, CS, LP                            | 10     | 3      | 4      | 43     | 31     | 34     | 7      | 80     | 22     | 11     | - AUS: 3× Platina - CAN: 2× Platina - UK: Platina - US: 2× Platina                                                                        |
| 2000                                | Warning - Vydáno: 3. října 2000 - Vydavatelství: Reprise - Formát: CD, CS, LP                                  | 4      | 7      | 2      | 58     | 21     | 13     | 2      | 84     | 20     | 4      | - AUS: Platina - CAN: Platina - UK: Stříbro - US: Platina                                                                                 |
| 2004                                | American Idiot - Vydáno: 21. září 2004 - Vydavatelství: Reprise - Formát: CD, digitální download, LP           | 1      | 1      | 1      | 4      | 3      | 1      | 3      | 4      | 2      | 1      | - AUS: 6× Platina - CAN: 6× Platina - GER: 3× Platina - UK: 6× Platina - US: 6× Platina - JAP: 2× Platinum - FIN: Zlato - IRE: 8× Platina |
| 2009                                | 21st Century Breakdown - Vydáno: 15. května 2009 - Vydavatelství: Reprise - Formát: CD, digitální download, LP | 1      | 2      | 1      | 1      | 1      | 1      | 1      | 4      | 1      | 1      | - AUS: Platina - CAN: 2× Platina - GER: 3× Zlato - UK: Platina - US: Platina - IRE: Platina                                               |
| 2012                                | ¡Uno! - Vydáno: 21. září 2012 - Vydavatelství: Reprise - Formát: CD, digitální download, LP                    | 2      | 3      | 3      | 12     | 2      | 3      | 3      | 8      | 2      | 2      | - UK: Stříbro - JAP: Zlato |
| 2012                                | ¡Dos! - Vydáno: 13. listopadu 2012 - Vydavatelství: Reprise - Formát: CD, digitální download, LP               | —      | —      | —      | —      | —      | —      | —      | —      | —      | —      | |
| 2013                                | ¡Tré! - Vydáno: 7. prosince 2012 - Vydavatelství: Reprise - Formát: CD, digitální download, LP                 | —      | —      | —      | —      | —      | —      | —      | —      | —      | —      | |
|                                     | |        |        |        |        |        |        |        |        |        |        | |
| „—“ v daném žebříčku se neumístilo. | |        |        |        |        |        |        |        |        |        |        | |

### Koncertní alba
| Rok                                 | Album | Pozice | Pozice | Pozice | Pozice | Pozice | Pozice | Pozice | Pozice | Pozice | Pozice | Pozice                                   |
| Rok                                 | Album | US     | AUS    | CAN    | FRA    | GER    | IRL    | JPN    | NLD    | NZ     | UK     | Pozice                                   |
| ----------------------------------- | --- | ------ | ------ | ------ | ------ | ------ | ------ | ------ | ------ | ------ | ------ | ---------------------------------------- |
| 1994                                | Live Tracks - Vydáno: 1994 - Vydavatelství: Reprise - Formát: CD                                                          | —      | —      | —      | —      | —      | —      | —      | —      | —      | —      |                                          |
| 1996                                | Foot in Mouth - Vydáno: 25. dubna 1996 - Vydavatelství: Reprise - Formát: CD                                              | —      | —      | —      | —      | —      | —      | 45     | —      | —      | —      |                                          |
| 1996                                | Bowling Bowling Bowling Parking Parking - Vydáno: 25. července 1996 - Vydavatelství: Reprise - Formát: CD                 | —      | —      | —      | —      | —      | —      | 42     | —      | —      | —      |                                          |
| 2001                                | Tune In, Tokyo... - Vydáno: 9. října 2001 - Vydavatelství: WEA, Reprise - Formát: CD                                      | —      | —      | —      | —      | —      | —      | —      | —      | —      | —      |                                          |
| 2005                                | Bullet in a Bible - Vydáno: 15. listopadu 2005 - Vydavatelství: Reprise - Formát: CD/DVD, Blu-ray, digitální download     | 8      | 8      | 3      | 21     | 15     | 8      | 11     | 26     | 5      | 6      | - AUS: Platina - UK: Platina - US: Zlato |
| 2009                                | Last Night on Earth: Live in Tokyo - Vydáno: 11. listopadu 2009 - Vydavatelství: Reprise - Formát: CD, digitální download | 198    | —      | —      | —      | —      | —      | 31     | —      | —      | —      |                                          |
| 2011                                | Awesome as Fuck - Vydáno: 22. března 2011 - Vydavatelství: Reprise - Formát: CD/DVD, CD/Blu-ray, digitální download       | 14     | 69     | 12     | 16     | 5      | 9      | 11     | 9      | 5      | 14     | - GER: Zlato                             |
| 2012                                | On the Radio - Vydáno: 29. ledna 2012 - Vydavatelství: Smokin' Records - Formát: CD, digitální download                   | —      | —      | —      | —      | —      | —      | —      | —      | —      | —      |                                          |
| „—“ v daném žebříčku se neumístilo. | |        |        |        |        |        |        |        |        |        |        |                                          |

### Kompilační alba
| Rok                                 | Album                                                                                             | Pozice | Pozice | Pozice | Pozice | Pozice | Pozice | Pozice | Pozice | Pozice | Pozice | Ocenění                                                    |
| Rok                                 | Album                                                                                             | US     | AUS    | AUT    | GER    | IRL    | ITA    | JPN    | NZ     | SWI    | UK     | Ocenění                                                    |
| ----------------------------------- | ------------------------------------------------------------------------------------------------- | ------ | ------ | ------ | ------ | ------ | ------ | ------ | ------ | ------ | ------ | ---------------------------------------------------------- |
| 1991                                | 1,039 Smoothed Out Slappy Hours - Vydáno: 1. července 1991 - Vydavatelství: Lookout! - Formát: CD | —      | —      | —      | —      | —      | —      | —      | —      | —      | —      | - US: Zlato                                                |
| 2001                                | International Superhits! - Vydáno: 13. listopadu 2001 - Vydavatelství: Reprise - Formát: LP, CD   | 40     | 11     | 48     | 67     | 13     | 17     | 4      | 5      | 61     | 15     | - AUS: 3× Platina - CAN: Zlato - UK: Platina - US: Platina |
| 2002                                | Shenanigans - Vydáno: 2. července 2002 - Vydavatelství: Reprise - Formát: LP, CD                  | 16     | —      | 33     | 100    | 27     | —      | 13     | —      | —      | 32     |                                                            |
| „—“ v daném žebříčku se neumístilo. |                                                                                                   |        |        |        |        |        |        |        |        |        |        |                                                            |

### EP
| Rok  | EP                                                                      |
| ---- | ----------------------------------------------------------------------- |
| 1989 | 1,000 Hours - Vydáno: duben 1989 - Vydavatelství: Lookout! - Formát: 7" |
| 1990 | Slappy - Vydáno: 1990 - Vydavatelství: Lookout! - Formát: 7"            |
| 1990 | Sweet Children - Vydáno: 1990 - Vydavatelství: Skene! - Formát: 7"      |

## Singly
| Rok  | Píseň                               | Pozice | Pozice  | Pozice  | Pozice | Pozice | Pozice | Pozice | Pozice | Pozice | Pozice | Pozice | Pozice | Ocenění                                                     | Album                  |
| Rok  | Píseň                               | US     | US Alt. | US Rock | AUS    | BEL    | CAN    | GER    | IRL    | NLD    | NZ     | SWE    | UK     | Ocenění                                                     | Album                  |
| ---- | ----------------------------------- | ------ | ------- | ------- | ------ | ------ | ------ | ------ | ------ | ------ | ------ | ------ | ------ | ----------------------------------------------------------- | ---------------------- |
| 1994 | „Longview“                          | 36     | 1       | —       | 33     | —      | —      | —      | —      | —      | —      | —      | 30     |                                                             | Dookie                 |
| 1994 | „Welcome to Paradise“               | 56     | 7       | —       | 44     | —      | —      | —      | —      | —      | 21     | —      | 20     |                                                             | Dookie                 |
| 1994 | „Basket Case“                       | 26     | 1       | —       | —      | 49     | 12     | 18     | 11     | 39     | 21     | 3      | 6      |                                                             | Dookie                 |
| 1995 | „When I Come Around“                | 6      | 1       | —       | 7      | —      | 3      | 45     | —      | 33     | 4      | 28     | 27     | - US: Zlato                                                 | Dookie                 |
| 1995 | „She“                               | 41     | 5       | —       | —      | —      | —      | —      | —      | —      | —      | —      |        |                                                             | Dookie                 |
| 1995 | „Geek Stink Breath“                 | 27     | 3       | —       | 40     | —      | 22     | 73     | 27     | —      | 11     | 28     | 16     |                                                             | Insomniac              |
| 1995 | „Stuck with Me“                     | —      | —       | —       | 46     | —      | —      | —      | —      | —      | 40     | —      | 24     |                                                             | Insomniac              |
| 1996 | „Brain Stew/Jaded“                  | 35     | 3       | —       | 35     | —      | 35     | —      | —      | —      | —      | —      | 28     |                                                             | Insomniac              |
| 1996 | „Walking Contradiction“             | 70     | 21      | —       | —      | —      | —      | —      | —      | —      | —      | —      | —      |                                                             | Insomniac              |
| 1997 | „Hitchin' a Ride“                   | 59     | 5       | —       | 26     | —      | 23     | —      | —      | —      | —      | —      | 25     |                                                             | Nimrod                 |
| 1997 | „Good Riddance (Time of Your Life)“ | 11     | 2       | —       | 2      | —      | 5      | —      | 30     | —      | 40     | —      | 11     | - US: Platina - CAN: Zlato - AUS: 2× Platina                | Nimrod                 |
| 1998 | „Redundant“                         | —      | 16      | —       | 2      | —      | —      | —      | —      | —      | —      | —      | —      | - AUS: 2× Platina                                           | Nimrod                 |
| 1999 | „Nice Guys Finish Last“             | —      | 31      | —       | —      | —      | —      | —      | —      | —      | —      | —      | —      |                                                             | Nimrod                 |
| 2000 | „Minority“                          | 101    | 1       | —       | 29     | —      | —      | —      | —      | —      | 39     | —      | 18     |                                                             | Warning                |
| 2000 | „Warning“                           | 114    | 3       | —       | 19     | —      | —      | —      | —      | —      | 37     | —      | 27     |                                                             | Warning                |
| 2001 | „Waiting“                           | —      | 26      | —       | —      | —      | —      | —      | —      | —      | —      | —      | 34     |                                                             | Warning                |
| 2004 | „I Fought the Law“                  | —      | —       | —       | —      | —      | —      | —      | —      | —      | —      | —      | —      |                                                             | nevyšlo na albu        |
| 2004 | „Shoplifter“                        | —      | —       | —       | —      | —      | —      | —      | —      | —      | —      | —      | —      |                                                             | nevyšlo na albu        |
| 2004 | „American Idiot“                    | 61     | 1       | —       | 7      | —      | 1      | 28     | 12     | 37     | 7      | 18     | 3      | - US: Platina - AUS: Zlato - CAN: 2× Platina                | American Idiot         |
| 2004 | „Boulevard of Broken Dreams“        | 2      | 1       | —       | 5      | 58     | 1      | 13     | 2      | 25     | 5      | 2      | 5      | - US: 2× Platina - AUS: Platina - CAN: Platina - GER: Zlato | American Idiot         |
| 2005 | „Holiday“                           | 19     | 1       | —       | 24     | —      | —      | 50     | 13     | —      | 13     | 25     | 11     | - US: Platina                                               | American Idiot         |
| 2005 | „Wake Me Up When September Ends“    | 6      | 2       | —       | 13     | 53     | 1      | 22     | 13     | 44     | 10     | 21     | 8      | - US: Platina - CAN: Platina                                | American Idiot         |
| 2005 | „Jesus of Suburbia“                 | —      | 27      | —       | 24     | —      | 76     | 76     | 26     | —      | 26     | —      | 17     |                                                             | American Idiot         |
| 2006 | "The Saints Are Coming" (with U2)   | 51     | 22      | —       | 1      | 2      | 1      | 1      | 1      | 1      | 4      | 4      | 2      |                                                             | U218 Singles           |
| 2007 | „Working Class Hero“                | 53     | 10      | —       | 18     | 68     | 18     | 26     | 39     | —      | —      | 11     | 136    |                                                             | Instant Karma          |
| 2007 | „The Simpsons Theme“                | 106    | —       | —       | 61     | —      | 61     | 15     | 15     | —      | —      | 34     | 19     |                                                             | nevyšlo na albu        |
| 2009 | „Know Your Enemy“                   | 28     | 1       | 1       | 20     | 26     | 5      | 14     | 11     | 62     | 13     | 10     | 21     | - US: Zlato                                                 | 21st Century Breakdown |
| 2009 | „21 Guns“                           | 22     | 3       | 5       | 14     | 19     | 35     | 13     | 21     | 89     | 3      | 8      | 36     | - US: Platina - AUS: Zlato - ITA: Platina                   | 21st Century Breakdown |
| 2009 | „East Jesus Nowhere“                | —      | 17      | 24      | —      | —      | 71     | —      | —      | —      | —      | —      | —      |                                                             | 21st Century Breakdown |
| 2009 | „21st Century Breakdown“            | —      | —       | —       | —      | 65     | —      | 71     | —      | —      | —      | —      | —      |                                                             | 21st Century Breakdown |
| 2010 | „Last of the American Girls“        | —      | 26      | 34      | —      | —      | —      | 45     | —      | —      | —      | —      | —      |                                                             | 21st Century Breakdown |
| 2012 | „Oh Love“                           | 97     | 3       | 1       | 72     | 74     | 45     | 44     | —      | 88     | —      | —      | —      |                                                             | ¡Uno!                  |
| 2012 | „Kill the DJ“                       | —      | —       | —       | 52     | 62     | —      | —      | —      | —      | —      | —      | 110    |                                                             | ¡Uno!                  |
| 2012 | „Let Yourself Go“                   | —      | 21      | 29      | 121    | —      | —      | —      | —      | 99     | —      | —      | 193    |                                                             | ¡Uno!                  |
| 2012 | „Stray Heart“                       | —      | —       | —       | —      | —      | —      | —      | —      | —      | —      | —      | —      |                                                             | ¡Dos!                  |
| 2023 | „The American Dream Is Killing Me“  | —      | —       | —       | —      | —      | —      | —      | —      | —      | —      | —      | —      |                                                             | Saviors                |
| 2023 | „Look Ma, No Brains!“               | —      | —       | —       | —      | —      | —      | —      | —      | —      | —      | —      | —      |                                                             | Saviors                |
| 2023 | „Dilemma“                           | —      | —       | —       | —      | —      | —      | —      | —      | —      | —      | —      | —      |                                                             | Saviors                |